# (6593) 1986 UV
(6593) 1986 UV là một tiểu hành tinh vành đai chính. Nó được phát hiện bởi Zdeňka Vávrová ở Đài thiên văn Kleť gần České Budějovice, Cộng hòa Séc, ngày 28 tháng 10 năm 1986.